# Nandyal
Nandyal est une ville d'Inde située dans le district de Kurnool puis, à partir du 4 avril 2022 dans le district de Nandyal,.

## Démographie
En 2011 sa population était de 200 516 habitants.